# Kolding FC
Kolding FC was een Deense voetbalclub uit de stad Kolding. De club ontstond in 2002 na een fusie tussen Kolding IF (opgericht 15 oktober 1895) en Kolding Boldklub (opgericht 21 juli 1919). In 2011 ging Kolding FC op in Vejle BK Kolding.

## Eindklasseringen
| Seizoen    | №          | Clubs      | Divisie     | Duels      | Winst      | Gelijk     | Verlies    | Doelsaldo  | Punten     | Tsch       |
| Kolding IF | Kolding IF | Kolding IF | Kolding IF  | Kolding IF | Kolding IF | Kolding IF | Kolding IF | Kolding IF | Kolding IF | Kolding IF |
| ---------- | ---------- | ---------- | ----------- | ---------- | ---------- | ---------- | ---------- | ---------- | ---------- | ---------- |
| 2000–2001  | 1          | 16         | 2. division | 30         | 20         | 5          | 5          | 59–33      | 65         | ???        |
| 2001–2002  | 15         | 16         | 1. division | 30         | 7          | 6          | 17         | 45–65      | 27         | 810        |
| Kolding FC |            |            |             |            |            |            |            |            |            |            |
| 2002–2003  | 9          | 16         | 2. division | 30         | 10         | 7          | 13         | 40–52      | 37         | 381        |
| 2003–2004  | 4          | 16         | 2. division | 30         | 15         | 7          | 8          | 54–41      | 52         | 460        |
| 2004–2005  | 1          | 16         | 2. division | 30         | 23         | 0          | 7          | 63–30      | 69         | 760        |
| 2005–2006  | 6          | 16         | 1. division | 30         | 14         | 4          | 12         | 50–50      | 46         | 978        |
| 2006–2007  | 6          | 16         | 1. division | 30         | 14         | 7          | 9          | 58–53      | 49         | 1.084      |
| 2007–2008  | 7          | 16         | 1. division | 30         | 11         | 7          | 12         | 53–47      | 40         | 915        |
| 2008–2009  | 12         | 16         | 1. division | 30         | 9          | 9          | 12         | 45–59      | 36         | 530        |
| 2009–2010  | 13         | 16         | 1. division | 30         | 8          | 7          | 15         | 41–59      | 31         | 631        |
| 2010–2011  | 14         | 16         | 1. division | 30         | 6          | 12         | 12         | 38–53      | 30         | 598        |